# Good Thunder, Minnesota
Good Thunder là một thành phố thuộc quận Blue Earth, tiểu bang Minnesota, Hoa Kỳ. Năm 2010, dân số của thành phố này là 583 người.

## Dân số
- Dân số năm 2000: 592 người.
- Dân số năm 2010: 583 người.